# The Grizzly Gulch Chariot Race
The Grizzly Gulch Chariot Race è un cortometraggio muto del 1915 diretto e interpretato da Tom Mix.

## Produzione
Il film fu prodotto dalla Selig Polyscope Company.

## Distribuzione
Distribuito dalla General Film Company, il film - un cortometraggio in una bobina - uscì nelle sale cinematografiche statunitensi il 26 gennaio 1915.